# دوئیلیو دل پره‌ته
دوئیلیو دل پره‌ته (ایتالیایی: Duilio Del Prete؛ ۲۵ ژوئن ۱۹۳۸ – ۲ فوریهٔ ۱۹۹۸) بازیگر و ترانه‌سرا اهل ایتالیا بود.

## گزیدهٔ فیلم‌شناسی
از فیلم‌ها یا برنامه‌های تلویزیونی که وی در آن نقش داشته است می‌توان به آثار زیر اشاره کرد.
- ردنک
- ترور تروتسکی
- دوستان من
- هدیه
- تکاور
- سکس تا چه حد سرگرم‌کننده است؟
- حوری آسمانی
- پرستار
- من زامبی، تو زامبی، او زامبی